# Jérôme Lavrilleux

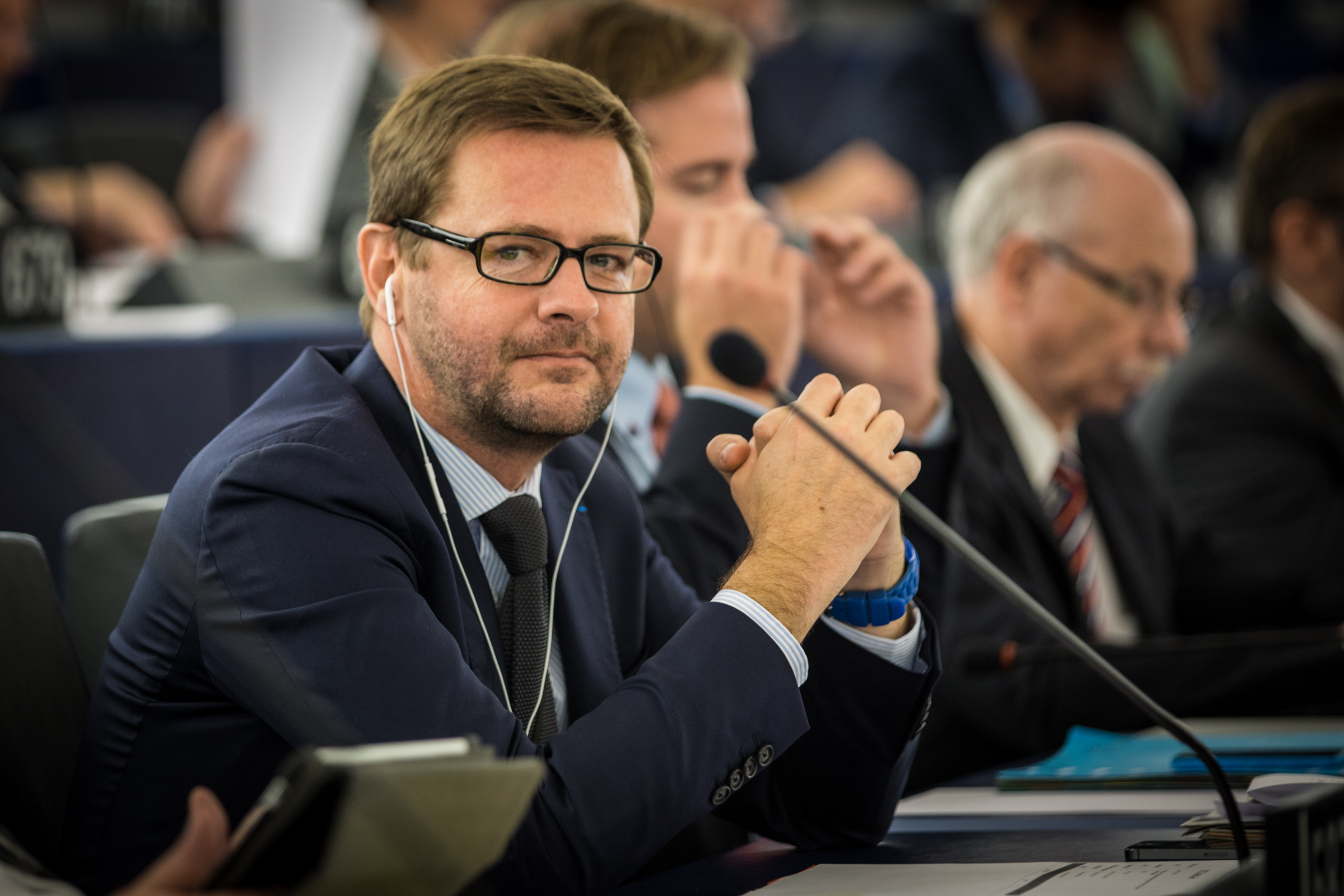
Jérôme Lavrilleux

Jérôme Lavrilleux (* 19. September 1969 in Saint-Quentin) ist ein französischer Politiker der Union pour un mouvement populaire.

## Leben
Lavrilleux ist seit 2014 Abgeordneter im Europäischen Parlament. Dort ist er Mitglied im Ausschuss für Beschäftigung und soziale Angelegenheiten und in der Delegation für die Beziehungen zu Kanada.